# Коммерсант (газета, 1909—1917)
«Коммерса́нтъ»  — ежедневная торгово-промышленная и финансовая газета,  выходившая в 1909—1917 годах в Москве.

## История
В первом номере газеты, вышедшем 5 августа (23 июля) 1909 года, редакция так сформулировала задачи нового издания: 

 «В Москве, центре русской промышленности и торговли, до сих пор не существовало ежедневного органа печати, посвященного исключительно интересам торгово-промышленной жизни... Русское Товарищество печатного и издательского дела, идя навстречу требованиям коммерческой жизни, предприняло издание ежедневной газеты  «Коммерсантъ», поставив её задачей всестороннюю осведомленность по всем вопросам торгово-промышленной деятельности» 
На страницах «Коммерсанта» публиковались бюллетени московских и петербургских бирж, списки торгов на подряды и поставки по всей России, отчёты конкурсных управляющих и другие материалы, касающиеся экономической жизни. Кроме того, в газете можно было найти сведения о ярмарках, торгово-промышленную хронику, железнодорожные и судоходные известия. В 1909-1914 годах в качестве приложения к Коммерсанту выходили «Добавления к №», печатавшие, главным образом, списки приезжавших в Москву коммерсантов. В 1915-1917 годах подписчикам рассылались «Вопросы податного обложения», посвященные налогообложению. На страницах этого издания подробно разъяснялось действующее законодательство в этой сфере, судебная практика, возможности оптимизации налоговой нагрузки.  Газета была закрыта после Октябрьской революции. С декабря 1989 года в Москве выходит одноименная газета. В настоящий момент практически весь комплект газеты (всего было выпущено 2280 номеров) оцифрован Российской национальной библиотекой.

## Редакторы
- Н. Г. Лео (1909);
- М. П. Мысавской (1909-1911);
- И. П. Моисеенко (1911-1913);
- Г. Г. Гульковский (1913-1914);
- В. А. Демидов (1914-1915);
- Б. А. Плюснин-Кронин (1915);
- Д. И. Беляев (1915);
- В. А. Ефремов (1915-1917);
- Н. В. Синицын (1917)